# Thespidae
Famille
Les Thespidae sont une famille d'insectes de l'ordre des Mantodea.

## Répartition
Les espèces de cette famille se rencontrent dans les zones néarctiques et néotropicales comprenant les Antilles.

## Description
Les thespides se distinguent de tous les autres mantodéens par la combinaison de caractères suivante : 
- le pronotum est rhomboïdal ou allongé ;
- la dilatation supracoxale est bien marquée ;
- le lobe apical dorsal du coxa antérieur est allongé ;
- le tibia antérieur est droit ;
- l'épine antéro-ventrale distale du tibia antérieur est transloquée sur la partie dorsale du tibia ;
- les lobes apicaux du fémur antérieur sont sans épines et portent de trois à quatre épines discoïdales ;
- le fémur antérieur est allongé avec une rainure de griffe déplacée distalement ;
- les pattes marcheuses n'ont pas d'épines ;
- les ailes du mâle sont distinctement pileuses et un tegmen avec stigma allongé ;
- les femelles sont aptères ;
- l'oreille cyclopéenne est absente ;
- la plaque supra-anale est triangulaire ;
- les cerques sont plus courts que la moitié de la longueur de l'abdomen ;
- les phallomères sont entièrement sclérifiés ;
- le processus du complexe gauche est séparé ;
- la lame dorsale du phallomère gauche présente un lobe arrondi juxtaposé au processus distal primaire ;
- le processus distal primaire est transloqué sur le côté gauche du phallomère ventral ;
- le processus distal secondaire est sur le lobe ventral du phallomère ;
- la lamelle dorsale du phallomère gauche présente un lobe arrondi.

## Systématique
La dénomination de cette famille est attribuée à l'entomologiste suisse Henri de Saussure et elle a pour genre type Thespis Audinet-Serville, 1831.

### Publication  originale
- Henri de Saussure, « Essai d'un système des Mantides », Mittheilungen der Schweizerischen entomologischen Gesellschaft, 1869, vol. 3, n. 2, p. 49-73 (lire en ligne).

### Liste des sous-familles et des genres
Cette famille est divisée en six sous-familles :
- Sous-famille des Pseudopogonogastrinae Rivera & Svenson, 2016
- -     - Pseudopogonogaster Beier, 1942

- Sous-famille des Pseudomiopteryginae Giglio-Tos, 1915
- -     - Pseudomiopteryx Saussure, 1870
    - Promiopteryx Giglio-Tos, 1915

- Sous-famille des Bantiinae Rivera & Svenson, 2016
- -     - Bantia Stål, 1877
    - Bantiella Giglio-Tos, 1915
    - Thrinaconyx Saussure, 1892
    - Diabantia Giglio-Tos, 1915
    - Mantillica Westwood, 1889
    - Mantellias Westwood, 1889

- Sous-famille des Miobantiinae Roy, 2013
- -     - Miobantia Giglio-Tos, 1917
    - Eumiopteryx Giglio-Tos, 1915
    - Anamiopteryx Giglio-Tos, 1915
    - Chloromiopteryx Giglio-Tos, 1915
    - Paradiabantia Piza, 1973

- Sous-famille des Musoniellinae Rivera & Svenson, 2016
- Tribu des Leptomiopterygini Schwarz & Roy, 2019
  -     - Leptomiopteryx Chopard, 1912
- Tribu des Musoniellini Rivera & Svenson, 2016
  -     - Musoniella Giglio-Tos, 1916
    - Eumusonia Giglio-Tos, 1916
    - Pizaia Terra, 1982

- Sous-famille des Thespinae Saussure, 1869
- Tribu des Thespini Saussure, 1869
  -     - Dougonyx Rivera, 2020[2]
    - Pseudomusonia Werner, 1909
    - Musoniola Giglio-Tos, 1917
    - Musonia Stål, 1877
    - Macromusonia Hebard, 1922
    - Thespis Audinet-Serville, 1831
    - Paramusonia Rehn, 1904
- Tribu Oligonychini Saussure, 1892
  - Sous-tribu des Pogonogasterina Beier, 1935
    - Thesprotiella Giglio-Tos, 1915
    - Pogonogaster Rehn, 1918
    - Carrikerella Hebard, 1920

  - Sous-tribu des Oligonychina Saussure, 1892
    - Thesprotia Stål, 1877
    - Oligonyx Saussure, 1869
    - Oligonicella Giglio-Tos, 1915
    - Bistanta Anderson, 2018
    - Galapagia Scudder, 1893
    - Piscomantis Rivera & Vergara-Cobián, 2017
    - Liguanea Rehn & Hebard, 1938